# Clusiodes notatus
Clusiodes notatus är en tvåvingeart som beskrevs av Mitsuhiro Sasakawa 1987. Clusiodes notatus ingår i släktet Clusiodes och familjen träflugor. Inga underarter finns listade i Catalogue of Life.